# PSE-36
PSE-36 – rozszerzenie umożliwiające procesorom x86 zwiększenie adresacji pamięci z 32 do 36 bitów. Rozwiązanie to jest alternatywą dla Physical Address Extension (PAE). Wykorzystuje tryb Page Size Extension (PSE) do mapowania 4-megabajtowych stron na 64-gigabajtową fizyczną przestrzeń adresową.
PSE-36 zostało wprowadzone wraz z architekturą Pentium II Xeon i było początkowo reklamowane jako część Intel ESMA (ang. Intel Extended Server Memory Architecture). Okres korzystania z tej techniki był dość krótki i praktycznie obejmował wyłącznie Windows NT 4.0 Enterprise Edition, gdzie głównie była ona używana do tworzenia i zarządzania Ramdyskiem. Windows 2000 Server nie wspierał już PSE-36 ze względu na jego małą wydajność w porównaniu do alternatywnego rozwiązania jakim było PAE, natomiast ono zostało wprowadzone w wersjach Datacenter Server i Advanced Server. W systemach Linux rozszerzenie PSE-36 nie było nigdy wykorzystywane.
Mimo że główną zaletą PSE-36, w przeciwieństwie do PAE, był wymóg tylko niewielkiej przeróbki wewnętrznych elementów systemu operacyjnego, to trudności jakie Microsoft i IBM mieli z optymalizacją sterownika PSE-36 doprowadziły po ponad roku prac do porzucenia tego rozwiązania. Okazało się bowiem, że w wielu przypadkach system z 8 GB pamięci RAM i pracujący w trybie PSE-36 był wolniejszy od systemu pracującego w standardowym trybie z jedynie 4 GB RAM-u.